# اوکولیشته
اوکولیشته (به لاتین: Okolište) یک منطقهٔ مسکونی در بوسنی و هرزگوین است که در Bugojno Municipality واقع شده‌است.